# Гундарев, Владимир Романович
Владимир Романович Гундарев (19 июля 1944, Большеречье, Новосибирская область — 25 августа 2012, Астана) — советский и казахстанский поэт, прозаик и публицист, основатель и главный редактор журнала «Нива» .

## Биография
Отец, Роман Тимофеевич, бывший начальником сельской почты, после рождения сына вернулся в свою родную деревню Ядрышниково, к своим родителям, брату и сёстрам. Отец имел 7 классов образования (мать же всего два класса), из-за слабого здоровья не был призван в армию, не попал и на фронт Великой Отечественной войны, после переезда стал вместе с женой работать в колхозе — пчеловодом на пасеке.
Окончил ядрышниковскую начальную школу-четырёхлетку, затем семилетку в соседней деревне Заливино. В год окончания, прямо во время экзаменов потерял отца и с 1959 года сам работал в колхозе — прицепщиком на тракторе.
Восьмой класс оканчивал в райцентре — Кыштовке. Опубликовал в районной газете первое стихотворение. В сентябре 1960 года, шестнадцати лет, уехал из Кыштовки в Кемерово, к дяде Александру, брату отца. Начал сотрудничать в редакции районной газеты в Новосибирской области и на студии телевидения в Кемерово.
С 1961 года жил в Казахстане, работал на радио в Целинограде, затем — литературным консультантом Целиноградского межобластного отделения Союза писателей Казахстана.
В 1990 году основал журнал «Нива», ставший широко известным в Казахстане, странах ближнего и дальнего зарубежья.
Член Союза журналистов СССР с 1963 года, член Союза писателей СССР с 1978 года.
На стихи Гундарева написаны популярные песни «Деревенька моя» (музыка Н. М. Кудрина), «Цвети, моя Астана!» и другие.
Скончался 25 августа 2012 года. Похоронен на городском кладбище Астаны.